# Вилијам Вотсон
Вилијам Вотсон (енгл. William C. Watson; Чикаго, 5. октобар 1938 — 5. новембар 1997) је био амерички глумац.

## Каријера
Рођен је у Чикагу, Илиноис, Вотсон се појавио у многим серијама и филмовима, Усред ноћи (1967), портпарол закона (1971), Лов (1971), Земља Чато (1972), извршних радњи (1973) и потпуно је Мојсије! (1980).
Током 1960-их и 1970-их, он је био гост звезда у неколико сериалах, као што су рат патрола, Хаи Чапаррал, пороховой дим, Коџак, Хаваии фиве-0, почетници, Старски и Хач (у епизоди "капетан Добей, мртав си"), м*а*с*х, сероње из Хаззарда, Квин Мартин приче неочекивано (у епизоди "зло"), и многи други. Његов последњи наступ био је у филму он је жив и III: Острво живих (1987) са Мајклом Мориарти. Он је играо улогу вођа патроле која је заробила младог Кунта Кинте у ТВ серији Roots.